# Ольга Лясківська

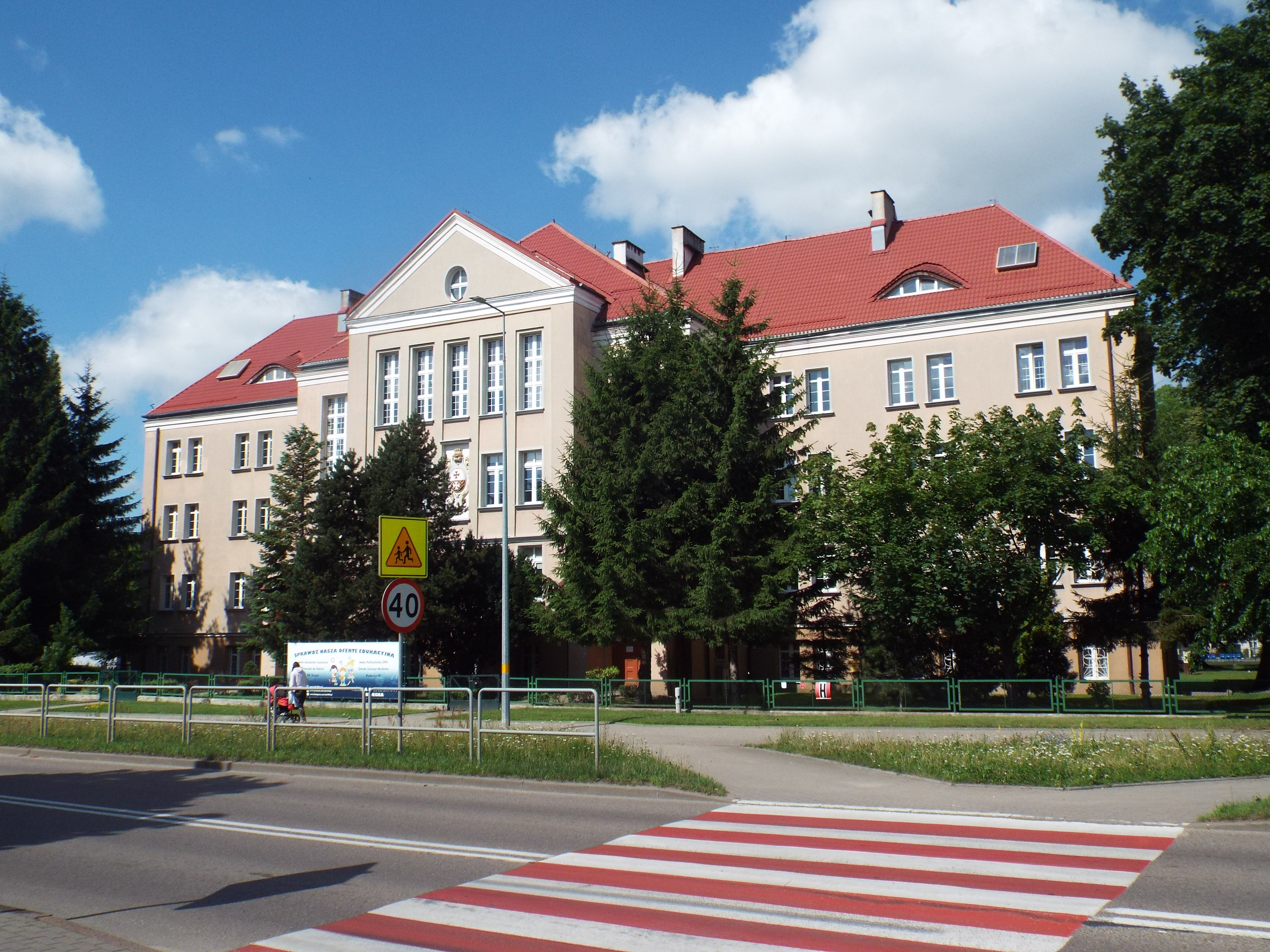
Школа № 4 в Ельблонгу. Фото 2021 р.

Ольга Лясківська (27 серпня 1906, с. Білина Велика — 27 лютого 1983, Краків) — вчитель української і російської мови, діяч української культури та освіти в Польщі. Піонер української суспільно-культурної та педагогічної діяльності у Ельблонгу. Організатор хору та дитячих виступів, багаторічна діячка відділу Українського суспільно-культурного товариства в Ельблонгу.

## Молоді роки
Народилася 27 серпня 1906 р. в с. Білина Велика, сучасного Самбірського району Львівської області в родині залізничного працівника. Коли Ольга мала 8 років її батька забрали на Першу світову війну, з якої він не повернувся. В 1916 р. після повернення з евакуації помирає її мати. Дівчинка залишається круглою сиротою і потрапляє у дитячий будинок в Перемишлі.

## Освіта та громадська діяльність

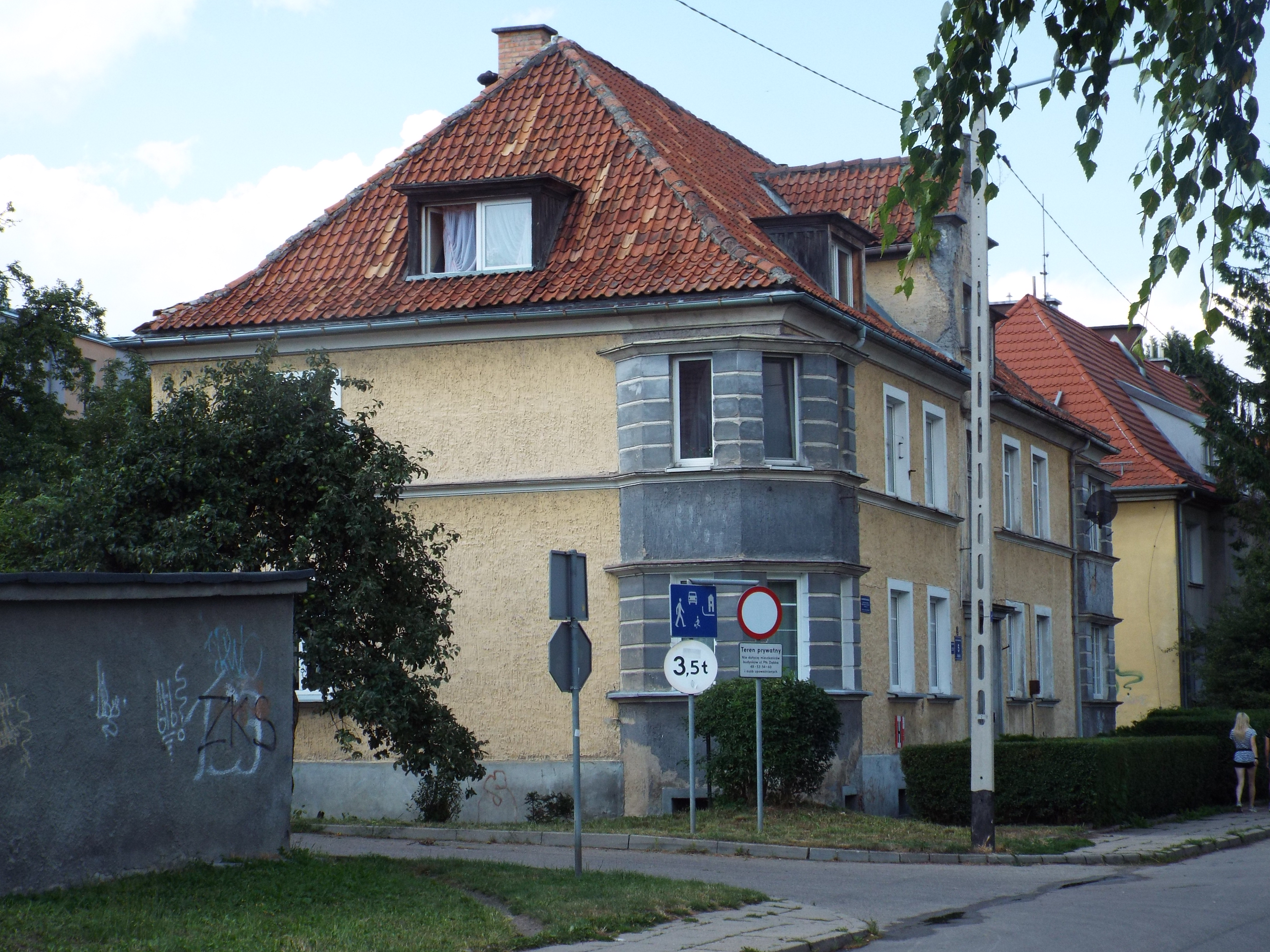
Будинок по вул. Фалата, 5 в еркері якого на першому поверсі мешкала Ольга Лясківська. Фото 2021 р.

Ольга Лясківська навчається у вчительській семінарії. У 1925 р. у Яворові біля Львова складає іспити на атестат зрілості. Після закінчення школи їй довелося 4-роки шукати роботи. Лише в 1929 р. під Білостоком у с. Германувка вона отримала посаду вчителя. У 1942 р. Ольга переїжджає до брата на Тернопільщину. У час війни теж вчителює. Після закінчення війни вона їде на Вроцлавщину та організовує там школи, де займає керівні посади. У 1947 р. Ольга Лясківська за власним бажанням переїжджає до Ельблонга, де працює у школі № 4. Після здобуття вищої освіти працює викладачем російської мови в середніх школах Ельблонга.

В УСКТ від самого початку його діяльності в 1956 р. Організовує серед молоді хор. Проби спочатку проходили в будівлі міського комітету партії, в якому містилося товариство польсько-радянської дружби. На цей час Ольга Лясківська була викладачкою російської мови з фінансового технікуму. Згодом, проби перенесли до зали фінансового технікуму. 

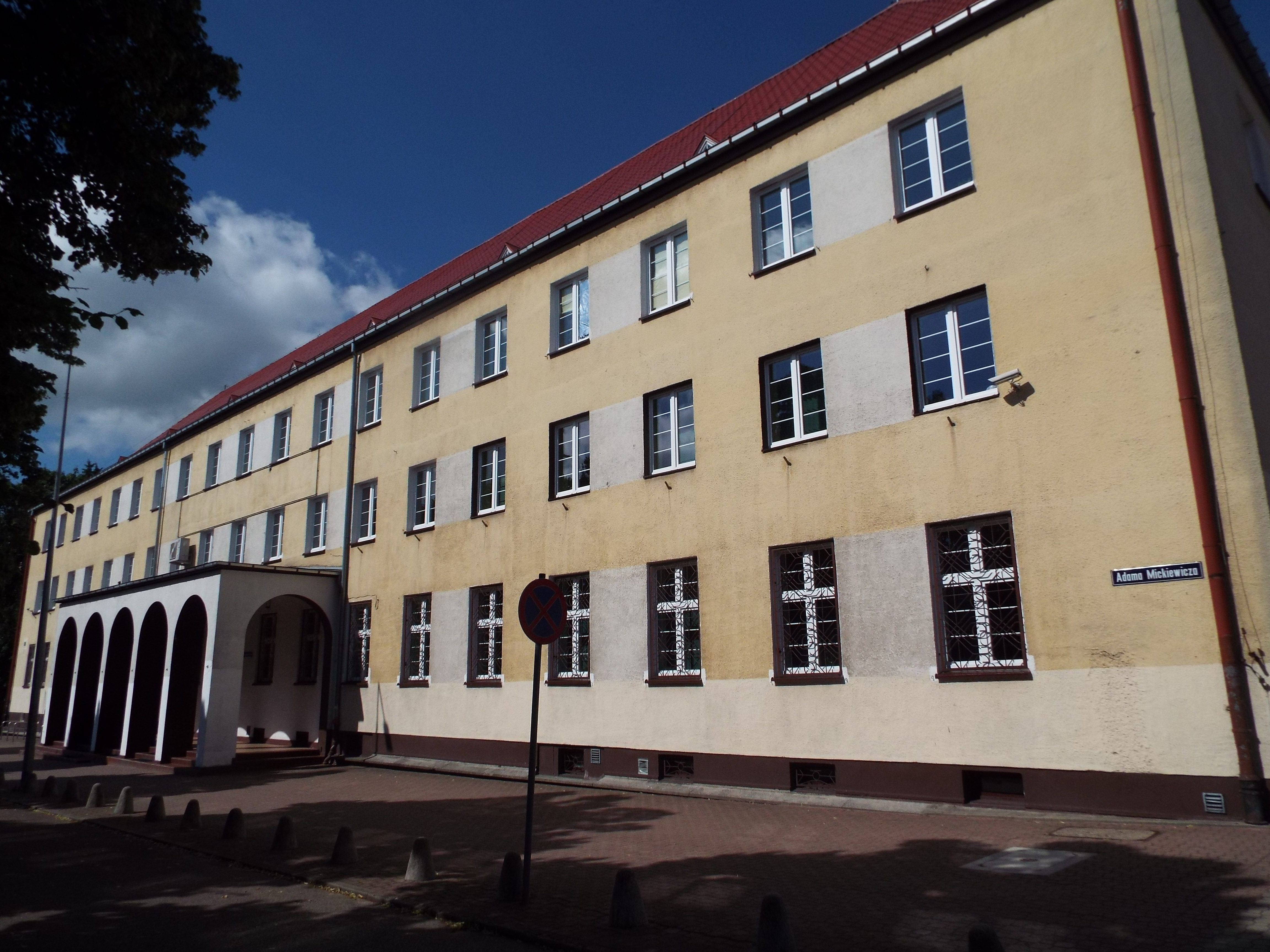
Будинок ПОРП в Ельблонгу, в якому розміщувалося товариство польсько-радянської дружби. Місце проб хору українського організованого Ольгою Лясківською. Фото 2021 р.

Хор вперше виступив перед публікою в 1958 р. з Шевченківським концертом. Фактично, то був початок діяльності УСКТ в Ельблонгу В одну з неділь березня 1958 р. у невеликій залі заводу «Тор» зібралися люди з Ельблонга і околиць щоб вшанувати пам'ять Тараса Шевченка. Було то перше Шевченківське свято не території повіту. Завод Тор — це заклад технічної обслуги рільництва (сільського господарства). Він розміщувався між вул. Грюнвальдською та Пасленською.
Мешкала в Ельблонгу разом з сестрою Катериною, яка була з Кракова, на вулиці Фалата/ 5 на першому поверсі в еркері, висунутому на південь.
У 1960-х рр. Лясківська засновує перший у місті пункт навчання української мови, який знаходився в першій садибі УСКТ на тодішній вулиці 21 жовтня, 16. Наразі це вул. Гребля св. Юрія (Grobla Świętego Jerzego). Вона ж є першим вчителем української мови у місті. Ольга Лясківська, зокрема вчила дітей Василя Мільчака та інших діячів української громади Ельблонга. Кожного року вона готувала дітей до дитячих конкурсів малюнку, декламації та співу, які відбувалися в Ельблонгу. Весь свій вільний час присвячувала молоді.
09.04.1970 р. відкрито пункт навчання української мови при початковій школі № 4 по вул. Міцкевича в Ельблонгу. Уроки велися від 16 години в кожний вівторок та суботу. Вчителювати погодилася Ольга Лясківська, як волонтер, до її від'їзду до Кракова.

Станом на 1971-74 рр. Ольга Лясківська знову викладала українську мову по п'ятницям в хронологічно другій світлиці УСКТ на вул. Театральна 20, кв. 1 в Ельблонгу.

## Останні роки
В кінці 1970-х Ольга Лясківська знову виїхала до Кракова. Померла 27 лютого 1983 р. на 77-му році життя. Похована на Раковицькому цвинтарі (сектор LXXIII, ряд 8, місце 14) разом зі своїми родичами: Владсилавом Лясковським (17.07.1909 — 11.01.1963, імовірно, брат), Лев Лясковський (15.04.1879 — 29.03.1967), Катерина Лясковська (16.08.1903 — 11.09.1968, старша сестра, Ядвіга Пастушак (20.09.1951 — 28.01.1990, імовірно племінниця. Могила має координати 50.076463°, 19,952473°.

## Пам'ять

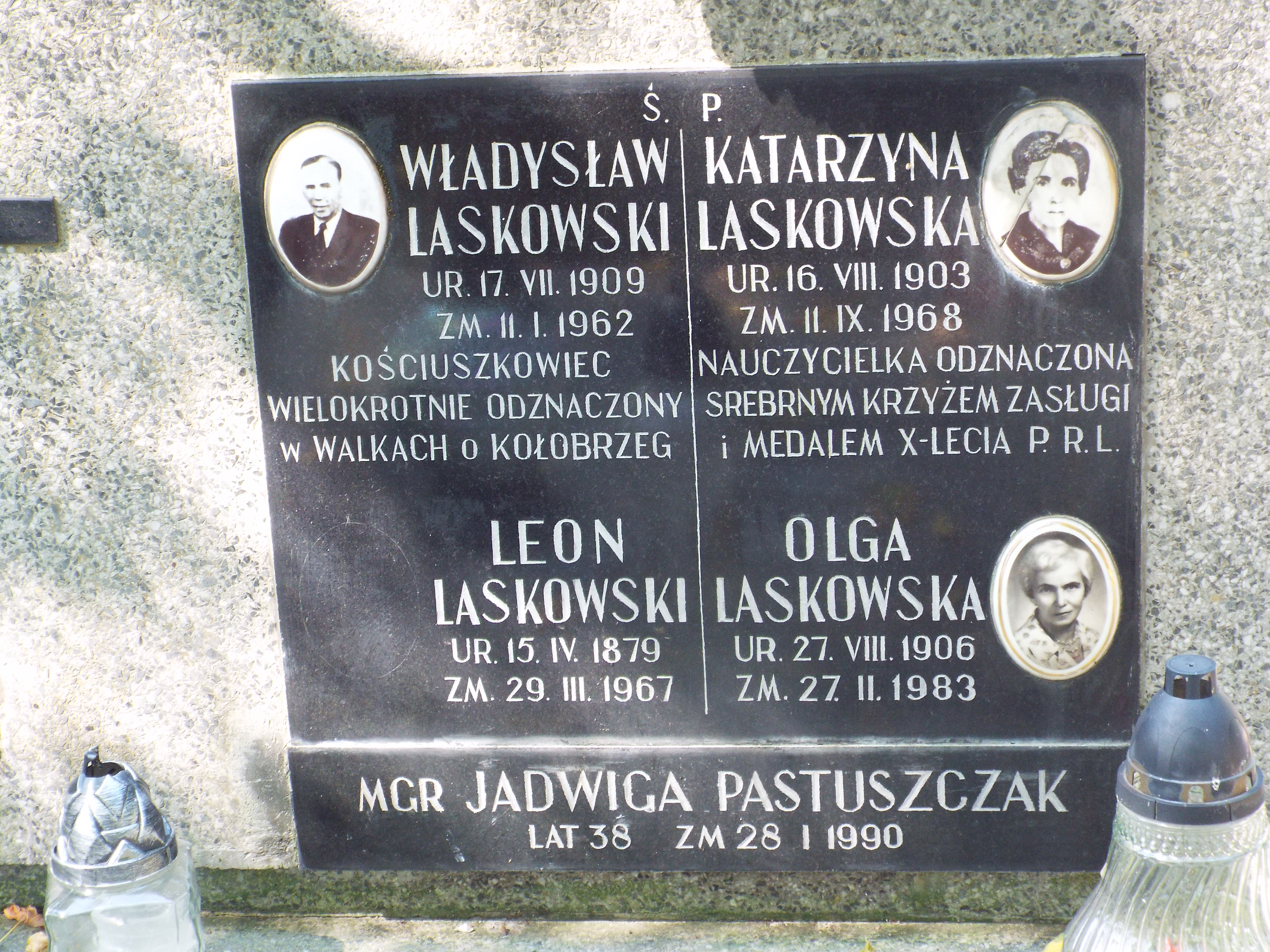
Поховання Ольги Лясківської на Раковицькому цвинтарі в Кракові. Фото 2021 р.

Ольга Лясківська згадувалася під час будь-якого підведення підсумків діяльності відділу УСКТ, пізніше ОУП в Ельблонгу. У 1983 р. «Наше слово» розмістило некролог діячки підготований правлінням грутка УСКТ в Ельблонгу. Пізніше її ім'я часто згадується як фундатора української діяльності в Ельблонгу і околицях на сторінках хроніки УСКТ в Ельблонгу та часопису «Наше слово».